# Bulinac
Bulinac je naselje u općini Nova Rača u Bjelovarsko-bilogorskoj županiji. 
Ime naselja nastalo je prema turskoj riječi "bula", što znači "žena muslimanka". Prema legendi, za vrijeme Turaka na mjestu današnjeg naselja, jedna Turkinja bula kupala je svoje dijete u potoku. Riječ "bulinac" znači bulino dijete. 
Bulinac se nalazi na državnoj cesti D28 na dionici Bjelovar – Veliki Zdenci. Nalazi se i na trasi buduće autoceste A13, koja je u izgradnji. Autocesta će prolaziti kroz nenaseljeni dio Bulinca. Kroz Bulinac je prolazila željeznička pruga Bjelovar – Garešnica od 1913. godine do 1968. godine, kada je ukinuta. S vremenom su uklonjene tračnice. U Bulincu je rođen 1866. godine Lavoslav Singer industrijalac židovskoga porijekla, koji je imao značajan utjecaj na razvitak Bjelovara. Bio je jedan od vodećih financijera i predstavnik koncesionara koji su izgradili prugu Bjelovar – Garešnica/Grubišno Polje.
U vrijeme Austro-Ugarske u Bulinac su se doselili Česi i Mađari. Česi su izgradili kapelu sv. Ćirila i Metoda početkom 20. stoljeća. Bulinac je bio na naslovnici engleskih novina "The Graphic" 29. rujna 1888. Povod su bile vojne vježbe na području Nove Rače, Drljanovca i Bulinca, kojima su prisustvovali car Franjo Josip I. prijestolonasljednik Rudolf te engleski princ od Walesa, kasnije kralj Edvard VII. Primjerak tih novina čuva se u Gradskom muzeju u Bjelovaru.
Za vrijeme Drugog svjetskog rata u Bulincu su bile oružane bitke. Nakon rata, podignut je spomenik poginulim pripadnicima Narodnooslobodilačke vojske i partizanskih odreda Jugoslavije, koji su bili većinom iz Vojvodine. 
Stanovništvo se pretežno bavi poljoprivredom. U mjestu je područna osnovna škola u sastavu OŠ Nova Rača, ambulanta, ljekarna, poljoprivedna ljekarna, nekoliko trgovina, obrtničkih i ugostiteljskih radnji, nogometno igralište, trafostanica, vatrogasni dom, groblje i mrtvačnica.
Za vrijeme Domovinskog rata poginuli su mještani: Josip Grahovac, Marijan Vučinić, Mario Devetak.

## Stanovništvo
Prema popisu stanovništva iz 2001. godine, naselje je imalo 388 stanovnika te 124 obiteljskih kućanstava.
| broj stanovnika | 173   | 184   | 191   | 307   | 345   | 361   | 356   | 387   | 406   | 444   | 470   | 450   | 406   | 407   | 388   | 358   | 314   |
|                 | 1857. | 1869. | 1880. | 1890. | 1900. | 1910. | 1921. | 1931. | 1948. | 1953. | 1961. | 1971. | 1981. | 1991. | 2001. | 2011. | 2021. |

## Poznate osobe
- Lavoslav Singer - industrijalac
- Tomislav Grahovac - predsjednik Hrvatskoga rukometnoga saveza, nekadašnji rukometaš i rukometni trener
- Vladimir Jambreković - sveučilišni profesor drvne tehnologije